# Márton Dina
Pour les articles homonymes, voir Dina.
Márton Dina, né le 11 avril 1996 à Budapest, est un coureur cycliste hongrois.

## Palmarès sur route

### Par année
- 2016
  - 2e du championnat de Hongrie sur route espoirs
- 2019
  - 2e du Tour de Hongrie
  - 3e du Grand Prix Gazipaşa
- 2022
  - 2e du championnat de Hongrie sur route
  - 2e du championnat de Hongrie du critérium
- 2023
  - Tour of Malopolska
    - Classement général
    - Prologue (contre-la-montre) et 3e étape

  - 3e de la Flèche du Sud
  - 3e du Visegrad 4 Bicycle Race-GP Czech Republic
  - 3e du Mémorial Jana Magiery
- 2024
  - Prologue et 1re étape du Tour of Malopolska
  - 2e du Tour of Malopolska
- 2025
  -  Champion de Hongrie sur route

### Résultats sur les grands tours

#### Tour d'Italie
1 participation
- 2021 : 100e

### Classements mondiaux
| Année                                 | 2016  | 2017 | 2018  | 2019 | 2020 | 2021  | 2022 | 2023 | 2024 |
| ------------------------------------- | ----- | ---- | ----- | ---- | ---- | ----- | ---- | ---- | ---- |
| Classement mondial                    | 2606e | nc   | 1064e | 593e | 749e | 2339e | 761e | 341e | 306e |
| UCI Europe Tour                       | 1756e | nc   | 667e  | 448e | 600e | 1561e | 576e | nc   | nc   |
|                                       |       |      |       |      |      |       |      |      |      |
| Légende : nc = non classéSource : UCI |       |      |       |      |      |       |      |      |      |

## Palmarès en cyclo-cross
- 2013-2014
  -  Champion de Hongrie de cyclo-cross juniors
- 2014-2015
  -  Champion de Hongrie de cyclo-cross espoirs
- 2015-2016
  -  Champion de Hongrie de cyclo-cross espoirs
- 2016-2017
  -  Champion de Hongrie de cyclo-cross espoirs
- 2022-2023
  -  Champion de Hongrie de cyclo-cross
- 2023-2024
  -  Champion de Hongrie de cyclo-cross

## Palmarès en VTT

### Championnats nationaux
| - 2013 - 3e du championnat de Hongrie de cross-country juniors - 2014 - 2e du championnat de Hongrie de cross-country juniors - 2015 - Champion de Hongrie de cross-country espoirs - 2016 - Champion de Hongrie de cross-country espoirs - 2017 - 2e du championnat de Hongrie de cross-country marathon - 2e du championnat de Hongrie de cross-country | - 2018 - 3e du championnat de Hongrie de cross-country - 2019 - Champion de Hongrie de cross-country - 2020 - 2e du championnat de Hongrie de cross-country |  |

## Palmarès en gravel
- 2024
  -  Champion de Hongrie de gravel